# Fiołek pierzasty
Fiołek pierzasty (Viola pinnata L.) – gatunek roślin z rodziny fiołkowatych (Violaceae). Występuje naturalnie na obszarze od wschodniej Francji po Chorwację. 

## Rozmieszczenie geograficzne
Rośnie we wschodniej Francji, Szwajcarii, Austrii, północnych Włoszech oraz Chorwacji. We Francji jest podawany z departamentów Alpy Górnej Prowansji, Alpy Wysokie, Alpy Nadmorskie, Ariège, Sabaudia i Górna Sabaudia. W Szwajcarii spotykany jest w południowej i południowo-wschodniej części kraju. W Austrii jest obserwowany w Tyrolu i Karyntii. We Włoszech występuje na północy – w regionach Dolina Aosty, Piemont, Lombardia, Trydent-Górna Adyga, Wenecja Euganejska oraz Friuli-Wenecja Julijska. Według niektórych źródeł podawany jest także z Uralu i Syberii. 

## Morfologia

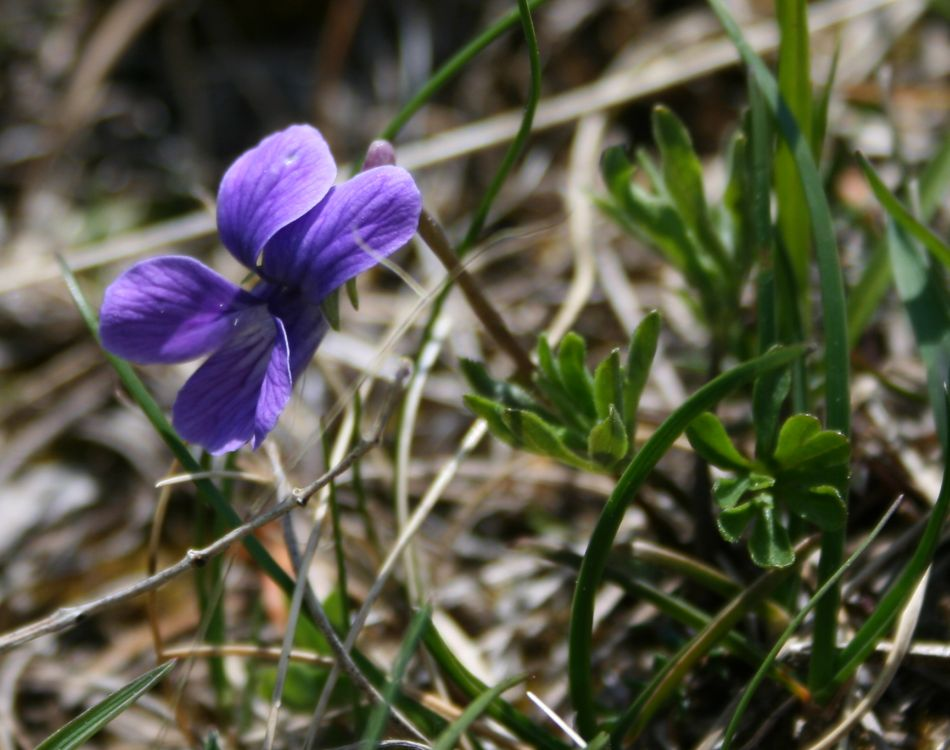
Kwiat

PokrójBezłodygowa bylina dorastająca do 3–8 cm wysokości (według innych źródeł do 5–15 cm wysokości). Tworzy kłącza.
LiścieBlaszka liściowa w obwodzie ma okrągławy lub nerkowaty kształt, jest pierzastodzielna, złożona z 3–5 mniej lub bardziej równowąskich segmentów o tępym wierzchołku, segmenty boczne są podwójnie lub potrójnie klapowane, natomiast środkowe podzielone są na 5–7 klapek. Mierzy 3–6 cm długości i szerokości, ma zbiegającą po ogonku nasadę. Ogonek liściowy jest nagi i ma 4–10 cm długości. Przylistki są błoniaste, owalnie lancetowate, z kilkoma frędzlami, osiągają 10 mm długości.
KwiatyPojedyncze, wydzielają zapach, osadzone na wyprostowanych szypułkach w okresie dojrzałości, wyrastających z kątów pędów. Mają działki kielicha o owalnym kształcie i tępym wierzchołku. Korona kwiatu mierzy 10–20 mm średnicy. Płatki są prążkowane i mają jasnofioletową barwę, 2 płatki boczne są brodate, płatek dolny posiada szeroką, wyprostowaną i nieco zakrzywioną ostrogę, 2 razy dłuższą niż wyrostek działka kielicha. Znamię jest pogrubione i ukośnie ścięte na szczycie.
OwoceZwisające, nagie torebki z ostro zakończonym wierzchołkiem.

## Biologia i ekologia
Rośnie na drobnych piargach wapiennych i w lasy sosnowych. We Francji występuje na wysokości od 800 do 2500 m n.p.m., natomiast we Włoszech od 500 do 2000 m n.p.m. Preferuje stanowiska w pełnym nasłonecznieniu, na glebach o zasadowym odczynie. Kwitnie od maja do czerwca lub lipca. 
Liczba chromosomów 2n = 48. 